# Fangasso
Fangasso is een gemeente (commune) in de regio Ségou in Mali. De gemeente telt 23.800 inwoners (2009).